# 斯普林泰爾海崖
71°2′S 165°12′E / 71.033°S 165.200°E
斯普林泰爾海崖（英語：Springtail Bluff），是南極洲的海崖，位於維多利亞地的彭內爾海岸，處於亨普希爾山東部，屬於阿納雷山脈的一部分，由新西蘭探險隊命名，現時由南極條約體系管理。